# Tether (criptomoeda)
Tether (muitas vezes chamado por seu símbolo USDT ) é uma criptomoeda hospedada nas blockchains Ethereum e Bitcoin, entre outras. Seus tokens são emitidos pela empresa de Hong Kong Tether Limited, que por sua vez é controlada pelos proprietários da Bitfinex. O Tether é chamado de stablecoin porque foi originalmente projetado para sempre valer US$ 1,00, mantendo US$ 1,00 em reservas para cada tether emitido.
Enquanto, de acordo com seu acordo de 2021 com a procuradora-geral de Nova York Letitia James, "o Tether representa para os usuários que qualquer detentor de tethers pode resgatá-los da empresa Tether à taxa de um tether por um dólar americano", Tether Limited a partir de 2017, afirmou que os proprietários de tethers não têm direito contratual, outras reivindicações legais ou garantia de que os tethers serão ou poderão ser resgatados ou trocados por dólares. Em 30 de abril de 2019, o advogado da Tether Limited alegou que cada cabo era lastreado em US$ 0,74 em dinheiro e equivalentes. Em maio de 2021, o Tether publicou um relatório mostrando que apenas 2,9% do Tether era lastreado em dinheiro, com mais de 49,6% lastreado em papel comercial.
Em fevereiro de 2021, a Tether resolveu sua disputa legal com o Gabinete do Procurador-Geral de Nova York. A Bitfinex e a Tether não admitiram nenhuma irregularidade, mas pagaram uma multa de US$ 18,5 milhões. As descobertas do OAG no acordo de 17 de fevereiro de 2021 declararam: "[des]de seu início em 2014 até o final de fevereiro de 2019, o Tether representou que cada tether pendente era 'apoiado' por e, portanto, deveria ser avaliado em um dólar americano", mas em 14 de março de 2019, alterou o lastro para incluir empréstimos a empresas afiliadas (ou seja, iFinex). O acordo encerrou um processo público alegando que a Bitfinex havia usado os fundos da Tether para cobrir US$ 850 milhões desaparecidos desde meados de 2018 e o OAG descobriu que a iFinex – operadora da Bitfinex e Tether – havia feito declarações falsas sobre o apoio da o Tether e sobre o movimento de centenas de milhões de dólares entre as duas empresas para esconder as perdas da Bitfinex. No entanto, a iFinex e a Tether não admitiram ou negaram as conclusões da OAG no acordo. De acordo com AG James, "as alegações da Tether de que sua moeda virtual era totalmente lastreada em dólares americanos o tempo todo era uma mentira".
Tether Limitada e a criptomoeda Tether são controversas por causa do suposto papel da empresa na manipulação do preço do Bitcoin, uma relação pouco clara com a exchange Bitfinex e a falha da empresa em fornecer uma auditoria prometida mostrando reservas adequadas apoiando o token Tether.
Em 2019, o Tether ultrapassou o Bitcoin em volume de negociação com o maior volume de negociação diário e mensal de qualquer criptomoeda no mercado.

## História
Começando com um whitepaper publicado online em janeiro de 2012, JR Willett descreveu a possibilidade de construir novas moedas sobre o Protocolo Bitcoin. Willett passou a ajudar a implementar essa ideia na criptomoeda Mastercoin, que tinha uma Mastercoin Foundation associada (mais tarde renomeada Omni Foundation) para promover o uso desta nova "segunda camada". O protocolo Mastercoin se tornaria a base tecnológica da criptomoeda Tether, e um dos membros originais da Mastercoin Foundation, Brock Pierce, se tornaria um cofundador do Tether. Outro fundador do Tether, Craig Sellars, foi o CTO da Mastercoin Foundation.
O precursor do Tether, originalmente chamado de "Realcoin", foi anunciado em julho de 2014 pelos cofundadores Brock Pierce, Reeve Collins e Craig Sellars como uma startup baseada em Santa Monica. Os primeiros tokens foram emitidos em 6 de outubro de 2014, na blockchain Bitcoin. Isso foi feito usando o Omni Layer Protocol. Em 20 de novembro de 2014, o CEO da Tether, Reeve Collins, anunciou que o projeto estava sendo renomeado para "Tether".  A empresa também anunciou que estava entrando no beta privado, que suportava um "token Tether+" para três moedas: USTether (US+) para dólares dos Estados Unidos, EuroTether (EU+) para euros e YenTether (JP+) para ienes japoneses. A Tether disse que "todo token Tether + é 100% garantido por sua moeda original e pode ser resgatado a qualquer momento sem exposição ao risco cambial". O site da empresa informa que está constituída em Hong Kong com escritórios na Suíça, sem dar detalhes.
Em janeiro de 2015, a exchange de criptomoedas Bitfinex habilitou a negociação de Tether em sua plataforma. Enquanto representantes de Tether e Bitfinex dizem que os dois são separados, os Paradise Papers vazados em novembro de 2017 nomearam os funcionários da Bitfinex Philip Potter e Giancarlo Devasini como responsáveis pela criação da Tether Holdings Limited nas Ilhas Virgens Britânicas em 2014. Um porta-voz da Bitfinex e da Tether disse que o CEO de ambas as empresas é Jan Ludovicus van der Velde. De acordo com o site da Tether, a Tether Limited, com sede em Hong Kong, é uma subsidiária integral da Tether Holdings Limited. A Bitfinex é uma das maiores exchanges de Bitcoin em volume do mundo.
Por um tempo, o Tether estava processando transações em dólares americanos por meio de bancos taiwaneses que, por sua vez, enviavam o dinheiro através do banco Wells Fargo para permitir que os fundos saíssem de Taiwan. Tether anunciou que em 18 de abril de 2017, essas transferências internacionais foram bloqueadas. Junto com a Bitfinex, Tether entrou com uma ação contra Wells Fargo no Tribunal Distrital dos EUA para o Distrito Norte da Califórnia. A ação foi retirada uma semana depois.
Tether emite tokens em blockchains Bitcoin (Omni e Liquid Protocol), Ethereum, EOS, Tron, Algorand, SLP e OMG.
Atualmente, há um total de cinco tokens Tether distintos: Tether de dólar dos Estados Unidos na camada Omni do Bitcoin, tether do euro na camada Omni do Bitcoin, tether do dólar dos Estados Unidos como um token ERC-20 e euro tether como um token ERC-20, e adicionado em 2020 o tether do dólar dos Estados Unidos como um token TRC-20 na rede TRON.
De janeiro de 2017 a setembro de 2018, a quantidade de thethers pendentes cresceu de cerca de US$ 10 milhões para cerca de US$ 2,8 mil milhões. No início de 2018, o Tether representou cerca de 10% do volume de negociação do Bitcoin, mas durante o verão de 2018 representou até 80% do volume do Bitcoin. Pesquisas sugerem que um esquema de manipulação de preços envolvendo tether foi responsável por cerca de metade do aumento de preço do Bitcoin no final de 2017. Mais de US$ 500 milhões de Tether foram emitidos em agosto de 2018.
Em 15 de outubro de 2018, o preço do tether caiu brevemente para US$ 0,88 devido ao risco de crédito percebido, pois os comerciantes da Bitfinex trocaram o tether por Bitcoin, elevando o preço do Bitcoin. Em 20 de novembro de 2018, a Bloomberg informou que os promotores federais dos EUA estão investigando se o Tether foi usado para manipular o preço do Bitcoin.
A Tether Limited nunca fundamentou sua alegação de apoio total por meio de uma auditoria prometida de suas reservas de moeda.
Em abril de 2019, a procuradora-geral de Nova York, Letitia James, entrou com uma ação acusando a Bitfinex de usar as reservas da Tether para encobrir uma perda de US$ 850 milhões. A Bitfinex não conseguiu obter um relacionamento bancário normal, de acordo com o processo, então depositou mais de US$ 1 mil milhão em um processador de pagamentos panamenho conhecido como Crypto Capital Corp. Os fundos foram supostamente depósitos corporativos e de clientes misturados e nenhum contrato foi assinado com a Crypto Capital. James alegou que em 2018 a Bitfinex e a Tether sabiam ou suspeitavam que a Crypto Capital havia fugido com o dinheiro, mas que seus investidores nunca foram informados da perda. Em um acordo em fevereiro de 2021, Bitfinex e Tether concordaram em pagar uma multa de US$ 18,5 milhões.
Reggie Fowler, que supostamente tem conexões com a Crypto Capital, foi indiciado em 30 de abril de 2019 por administrar um negócio não licenciado de transmissão de dinheiro para comerciantes de moedas virtuais. Acredita-se que ele não tenha devolvido cerca de US$ 850 milhões a um cliente não identificado. Os investigadores também apreenderam US$ 14.000 em moeda falsa de seu escritório.
Em 23 de fevereiro de 2021, a AG James alegou que a Tether mentiu sobre suas reservas e encobriu perdas.

## Suposta manipulação de preços
Uma pesquisa de John M. Griffin e Amin Shams em 2018 sugere que a negociação associada a aumentos na quantidade de tether e negociação associada na exchange Bitfinex representam cerca de metade do aumento de preço do Bitcoin no final de 2017.
Repórteres da Bloomberg, verificando as acusações de que os preços do tether foram manipulados na bolsa Kraken, encontraram evidências de que esses preços também foram manipulados. As bandeiras vermelhas incluíam pedidos pequenos movendo o preço tanto quanto pedidos maiores e "tamanhos de pedidos estranhamente específicos - muitos chegando a cinco casas decimais, com alguns se repetindo com frequência". Essas ordens de tamanhos estranhos podem ter sido usadas para sinalizar operações de lavagem em programas de negociação automatizados, de acordo com a professora da Universidade de Nova York Rosa Abrantes-Metz e o ex-examinador do banco Federal Reserve Mark Williams.
De acordo com o site da Tether, o tether pode ser emitido recentemente, por compra em dólares, ou resgatado por exchanges e clientes corporativos qualificados, excluindo clientes baseados nos EUA. O jornalista Jon Evans afirma que não conseguiu encontrar exemplos publicamente verificáveis de uma compra de tether recém-emitido ou um resgate no ano que terminou em agosto de 2018.
JL van der Velde, CEO da Bitfinex e da Tether, negou as alegações de manipulação de preços: "A Bitfinex nem a Tether está, ou já esteve, envolvida em qualquer tipo de manipulação de mercado ou de preços. As emissões de Tether não podem ser usadas para sustentar o preço do Bitcoin ou qualquer outra moeda/token na Bitfinex."
Intimações da Comissão de Negociação de Futuros de Commodities dos EUA foram enviadas para Tether e Bitfinex em 6 de dezembro de 2017. O ex-auditor da Tether, Friedman LLP, também recebeu uma intimação. O Noble Bank em Porto Rico supostamente estava lidando com transferências de dólares para o Tether. A Noble, por sua vez, utilizou o Bank of New York Mellon Corporation como seu custodiante. Em outubro de 2018, o Noble Bank se colocou à venda e supostamente não tem mais relações bancárias com Tether, Bitfinex ou Bank of New York Mellon. Embora a Bitfinex não tenha conexões bancárias para aceitar depósitos em dólares, ela negou que seja insolvente.
A Tether anunciou um novo relacionamento bancário com o Deltec Bank, com sede nas Bahamas, em novembro de 2018, divulgando uma carta, supostamente da Deltec, que dizia que tinha US$ 1,8 mil milhão em depósito no banco. A carta tinha dois parágrafos e estava assinada com um rabisco ilegível, sem o nome do autor impresso. Um porta-voz da Deltec se recusou a confirmar as informações na carta aos repórteres da Bloomberg.
Alguns estudos  argumentaram que o uso de Tether na negociação em exchanges de criptomoedas online resultou em estratégias de negociação de arbitragem entre países. Na verdade, até se pensou  que a negociação de arbitragem de Tether em países de baixo prêmio de Bitcoin para alto prêmio de Bitcoin é responsável por até 80% de todos os retornos de Bitcoin nessas trocas.
Durante uma investigação de manipulação de preços pela Comissão de Negociação de Futuros de Commodities dos EUA e pelo Departamento de Justiça dos Estados Unidos, Phil Potter, diretor de estratégia da Bitfinex e executivo da Tether Limited, deixou a Bitfinex em 2018. A investigação continuava em 20 de novembro de 2018 e se concentrava em Tether e Bitfinex, de acordo com a Bloomberg.

## Segurança e liquidez
A Tether afirma que pretende manter todos os dólares dos Estados Unidos em reserva para poder atender aos saques dos clientes sob demanda, embora não tenha conseguido atender a todas as solicitações de saque em 2017. O Tether pretende tornar as contas de reserva transparentes por meio de auditoria externa; no entanto, a Tether nunca produziu uma auditoria mostrando que tinha a suposta reserva. Em janeiro de 2018, a Tether anunciou que não tinha mais um relacionamento com seu auditor.
Cerca de US$ 31 milhões em tokens USDT foram roubados do Tether em novembro de 2017. Análises posteriores do livro- razão distribuído do Bitcoin mostraram uma estreita conexão entre o hack do Tether e o hack de janeiro de 2015 do Bitstamp.  Em resposta ao roubo, a Tether suspendeu a negociação e declarou que lançaria um novo software para implementar um "hard fork" de emergência para tornar todos os tokens que a Tether identificou como roubados no roubo inegociáveis. A Tether declarou que, em 19 de dezembro de 2017, reativou os serviços limitados de carteira de criptomoedas e começou a processar a lista de pendências de negociações pendentes.

## Dúvidas sobre reservas em dólar
Um crítico online que atende pelo nome de "Bitfinex'ed" levantou questões sobre a relação entre Bitfinex e Tether em 2017, acusando a Bitfinex de criar "Tethers mágicos do nada". Em setembro de 2017, a Tether publicou um memorando de uma empresa de contabilidade pública que a Tether Limited alegou que mostrava que os tethers eram totalmente lastreadas em dólares americanos; no entanto, de acordo com o New York Times, o advogado independente Lewis Cohen afirmou que o documento, devido à forma cuidadosa como foi redigido, não prova que as moedas Tether são lastreadas em dólares. Os documentos também não apuram se os saldos em questão são onerados de outra forma. A empresa de contabilidade afirmou especificamente que

A informação é intencionada apenas para assitir a gerência do Tether Limitada... e não é suposto ser, e não deve, utilizado ou citado por qualquer outra entidade.
A Tether alegou repetidamente que apresentaria auditorias mostrando que a quantidade de tethers pendentes é lastreada em dólares americanos em depósito. Eles não conseguiram fazê-lo. Uma tentativa de auditoria de junho de 2018 foi postada em seu site em junho de 2018, que mostrou um relatório do escritório de advocacia Freeh, Sporkin &amp; Sullivan LLP (FSS), que parecia confirmar que os tethers emitidos eram totalmente lastreados em dólares. No entanto, a FSS declarou que "A FSS não é uma empresa de contabilidade e não realizou a revisão e as confirmações acima usando os Princípios Contábeis Geralmente Aceitos " e "A confirmação acima dos saldos bancários e de amarração não deve ser interpretada como resultado de uma auditoria e não foi conduzida de acordo com os Padrões de Auditoria Geralmente Aceitos."
Stuart Hoegner, conselheiro geral da Tether, disse que "o resultado final é que uma auditoria não pode ser obtida. As quatro grandes empresas são anátemas para esse nível de risco. Partimos para o que achamos ser a próxima melhor coisa."
Em 15 de outubro de 2021, foi anunciado que a Tether pagará uma multa de US$ 41 milhões à Commodity Futures Trading Commission por alegações enganosas de que era totalmente apoiada pelo dólar americano. Em 19 de outubro de 2021, a empresa de pesquisa financeira Hindenburg prometeu uma recompensa de um milhão de dólares por informações sobre o apoio do Tether, depósitos ou informações adicionais sobre se o Tether está realmente atrelado ao dólar americano.